# Campionat del Quatre i Mig de 2008
El Campionat del Quatre i Mig de 2008 és l'edició del 2008 del Quatre i Mig de pilota basca. Organitzada per la Lliga d'Empreses de Pilota a Mà, hi prenen part jugadors professionals de les empreses Asegarce i Aspe. És patronitzada pel banc BBK.
Vint pilotaris, enquadrats en 4 grups, s'eliminen en dues partides per tal d'enfrontar-se al seu cap de grup. Els quatre classificats juguen després una lligueta tots contra tots de la qual els dos millors passen a la final.

## Pilotaris
(En negreta els caps de sèrie)
| - Pilotaris d'Asegarce: - Agirre - Arretxe II - Bengoetxea VI - Berasaluze VIII - Iñigo Díaz - Koka - Olaizola I - Olaizola II - Retegi Bi - Patxi Ruiz |  | - Pilotaris d'Aspe: - Barriola - Berasaluze IX - Del Rey - González - Larralde - Martinez de Irujo - Olazabal - Titín III - Xala - Zubieta |

## Resultats

### Prèvies
L'empresa Asegarce va organitzar una partida eliminatòria per a completar la llista dels seus 10 pilotaris.
| Data     | Frontó | Roig   | Blau     | Resultat |
| -------- | ------ | ------ | -------- | -------- |
| 04/10/08 | Murgia | Agirre | Saralegi | 22-19    |

### Eliminatòries

#### Grup A
El cap del grup A és Martinez de Irujo.
|  | Semifinals                   | Semifinals |    |  | Final               | Final |  |
|  |                              |            |    |  |                     |       |  |
|  | Labrit de Pamplona, 11/10/08 |            |    |  |                     |       |  |
|  | Olaizola I                   | 22         |    |  |                     |       |  |
|  | Díaz                         | 06         |    |  |                     |       |  |
|  |                              |            |    |  |                     |       |  |
|  |                              |            |    |  | Balmaseda, 24/10/08 |       |  |
|  |                              |            |    |  | Olaizola I          | 22    |  |
|  |                              | Xala       | 18 |  |                     |       |  |
|  |                              |            |    |  |                     |       |  |
|  |                              |            |    |  |                     |       |  |
|  |                              |            |    |  |                     |       |  |
|  | Zeanuri, 17/10/08            |            |    |  |                     |       |  |
|  | Xala                         | 22         |    |  |                     |       |  |
|  | Agirre                       | 05         |    |  |                     |       |  |

##### Eliminatòria final
| Data     | Frontó                    | Roig              | Blau       | Resultat |
| -------- | ------------------------- | ----------------- | ---------- | -------- |
| 01/11/08 | Frontó Labrit de Pamplona | Martinez de Irujo | Olaizola I | 22-09    |

#### Grup B
El cap del grup B és Titín III.
|  | Semifinals                 | Semifinals |    |  | Final                      | Final |  |
|  |                            |            |    |  |                            |       |  |
|  | Zornotza, 18/10/08         |            |    |  |                            |       |  |
|  | Berasaluze VIII            | 22         |    |  |                            |       |  |
|  | Larralde                   | 03         |    |  |                            |       |  |
|  |                            |            |    |  |                            |       |  |
|  |                            |            |    |  | Astelena d'Eibar, 26/10/08 |       |  |
|  |                            |            |    |  | Berasaluze VIII            | 22    |  |
|  |                            | Arretxe II | 21 |  |                            |       |  |
|  |                            |            |    |  |                            |       |  |
|  |                            |            |    |  |                            |       |  |
|  |                            |            |    |  |                            |       |  |
|  | Astelena d'Eibar, 19/10/08 |            |    |  |                            |       |  |
|  | Zubieta                    | 16         |    |  |                            |       |  |
|  | Arretxe II                 | 22         |    |  |                            |       |  |

##### Eliminatòria final
| Data     | Frontó                            | Roig      | Blau            | Resultat |
| -------- | --------------------------------- | --------- | --------------- | -------- |
| 31/10/08 | Frontó Atano III de Sant Sebastià | Titín III | Berasaluze VIII | 22-13    |

#### Grup C
El cap del grup C és Barriola.
|  | Semifinals                   | Semifinals |    |  | Final                      | Final |  |
|  |                              |            |    |  |                            |       |  |
|  | Getxo, 10/10/08              |            |    |  |                            |       |  |
|  | González                     | 20         |    |  |                            |       |  |
|  | Retegi Bi                    | 22         |    |  |                            |       |  |
|  |                              |            |    |  |                            |       |  |
|  |                              |            |    |  | Astelena d'Eibar, 26/10/08 |       |  |
|  |                              |            |    |  | Retegi Bi                  | 22    |  |
|  |                              | Del Rey    | 11 |  |                            |       |  |
|  |                              |            |    |  |                            |       |  |
|  |                              |            |    |  |                            |       |  |
|  |                              |            |    |  |                            |       |  |
|  | Labrit de Pamplona, 11/10/08 |            |    |  |                            |       |  |
|  | Del Rey                      | 22         |    |  |                            |       |  |
|  | Patxi Ruiz                   | 12         |    |  |                            |       |  |

##### Eliminatòria final
| Data     | Frontó                  | Roig     | Blau      | Resultat |
| -------- | ----------------------- | -------- | --------- | -------- |
| 02/11/08 | Frontó Astelena d'Eibar | Barriola | Retegi Bi | 22-12    |

#### Grup D
El cap del grup D és Olaizola II.
|  | Semifinals                   | Semifinals |    |  | Final                        | Final |  |
|  |                              |            |    |  |                              |       |  |
|  | Beotibar de Tolosa, 13/10/08 |            |    |  |                              |       |  |
|  | Berasaluze IX                | 10         |    |  |                              |       |  |
|  | Koka                         | 22         |    |  |                              |       |  |
|  |                              |            |    |  |                              |       |  |
|  |                              |            |    |  | Labrit de Pamplona, 25/10/08 |       |  |
|  |                              |            |    |  | Koka                         | 22    |  |
|  |                              | Olazabal   | 21 |  |                              |       |  |
|  |                              |            |    |  |                              |       |  |
|  |                              |            |    |  |                              |       |  |
|  |                              |            |    |  |                              |       |  |
|  | Beotibar de Tolosa, 20/10/08 |            |    |  |                              |       |  |
|  | Bengoetxea VI                | 16         |    |  |                              |       |  |
|  | Olazabal                     | 22         |    |  |                              |       |  |

##### Eliminatòria final
| Data     | Frontó                    | Roig        | Blau | Resultat |
| -------- | ------------------------- | ----------- | ---- | -------- |
| 03/11/08 | Frontó Beotibar de Tolosa | Olaizola II | Koka | 22-05    |

#### Classificats a la Lligueta
Passen a la lligueta els quatre caps de sèrie:
- Barriola
- Martinez de Irujo
- Olaizola II
- Titín III

### Lligueta
| Data     | Frontó                            | Roig        | Blau              | Resultat |
| -------- | --------------------------------- | ----------- | ----------------- | -------- |
| 08/11/08 | Frontó Atano III de Sant Sebastià | Barriola    | Martinez de Irujo | 22-16    |
| 09/11/08 | Frontó Astelena d'Eibar           | Titín III   | Olaizola II       | 09-22    |
| 15/11/08 | Labrit de Pamplona                | Barriola    | Olaizola II       | 11-22    |
| 16/11/08 | Adarraga de Logronyo              | Titín III   | Martinez de Irujo | 15-22    |
| 22/11/08 | Labrit de Pamplona                | Titín III   | Barriola          | 19-22    |
| 23/11/08 | Ogueta de Vitòria                 | Olaizola II | Martinez de Irujo | 17-22    |

#### Classificació de la lligueta
| Pilotari | Pilotari          | Partides jugades | Partides guanyades | Partides perdudes | Jocs a favor | Jocs en contra | Dif |
| -------- | ----------------- | ---------------- | ------------------ | ----------------- | ------------ | -------------- | --- |
| 1        | Olaizola II       | 3                | 2                  | 1                 | 61           | 42             | +19 |
| 2        | Martinez de Irujo | 3                | 2                  | 1                 | 60           | 54             | +04 |
| 3        | Barriola          | 3                | 2                  | 1                 | 55           | 57             | -02 |
| 4        | Titín III         | 3                | 0                  | 3                 | 41           | 66             | -25 |

### Final
| Olaizola II | 22 – 17 | Martinez de Irujo |
| ----------- | ------- | ----------------- |
|             |         |                   |

 Frontó Atano III de Sant Sebastià